# Серебрянск
Серебря́нск — город в  районе Алтай Восточно-Казахстанской области Казахстана. Административный центр и единственный населённый пункт Серебрянской городской администрации.

## География
Расположен на правом берегу реки Иртыш и Усть-Каменогорского водохранилища на южном склоне Ульбинского хребта. Железнодорожная станция Серебрянка в 91 км к юго-востоку от Усть-Каменогорска. Расстояние по автомобильной дороге до районного центра — 120 км, до областного центра — 80 км.
Общая площадь земли в черте города составляет 2574 гектара. В состав городской администрации входит также незначительная часть земель под дачным массивом на левом берегу водохранилища.

## История
Образован в 1952 году как посёлок гидростроителей при строительстве Бухтарминской ГЭС.
9 апреля 1953 года населённый пункт при строительстве Бухтарминской гидроэлектростанции Бухтарминского района отнесён к категории рабочих посёлков с присвоением наименования Серебрянка. В его черту также включены населённые пункты Ново-Александровка, Ленгидэп и посёлок при железнодорожной станции Серебрянка.
19 октября 1955 года из села Усть-Бухтарма в посёлок городского типа Серебрянка перенесён центр Бухтарминского района.
29 мая 1962 года Бухтарминский район упразднён с передачей городского посёлка Серебрянка в административное подчинение Зыряновскому горсовету.
9 июля 1962 года посёлок городского типа Серебрянка Зыряновского горсовета отнесён к категории городов районного подчинения с присвоением ему наименования Серебрянск.
10 января 1963 года город Серебрянск отнесён к категории городов областного подчинения.
23 мая 1997 года город Серебрянск вошёл в состав Зыряновского района и отнесён к городам районного подчинения.

## Население
| Численность населения | Численность населения | Численность населения | Численность населения | Численность населения | Численность населения | Численность населения | Численность населения | Численность населения | Численность населения |
| 1959                  | 1970                  | 1979                  | 1989                  | 1991                  | 1999                  | 2004                  | 2005                  | 2006                  | 2007                  |
| --------------------- | --------------------- | --------------------- | --------------------- | --------------------- | --------------------- | --------------------- | --------------------- | --------------------- | --------------------- |
| 16 536                | ↘13 480               | ↗13 637               | ↗14 079               | ↗14 400               | ↘11 903               | ↘10 783               | ↘10 452               | ↘10 325               | ↘10 208               |
| 2008                  | 2009                  | 2010                  | 2011                  | 2012                  | 2013                  | 2014                  | 2015                  | 2016                  | 2017                  |
| ↘10 020               | ↗10 129               | ↘9927                 | ↘9746                 | ↘9597                 | ↘9416                 | ↘9117                 | ↘8953                 | ↘8796                 | ↘8582                 |
| 2018                  | 2019                  | 2023                  |                       |                       |                       |                       |                       |                       |                       |
| ↘8578                 | ↘8429                 | ↗9154                 |                       |                       |                       |                       |                       |                       |                       |

## Экономика
Профилирующими отраслями являются производство электроэнергии (Бухтарминская ГЭС)  и производство средств индивидуальной защиты органов дыхания (Серебрянский завод неорганических производств).
Город связан с районным центром — городом Алтай — железнодорожной линией, автомобильной дорогой, с областным центром — городом Усть-Каменогорском — железнодорожной линией, автомобильной дорогой «Восточное кольцо», водными путями через Усть-Каменогорское водохранилище.

## Образовательные и социальные учреждения
- КГУ «Центр поддержки детей, с особыми образовательными потребностями» УО ВКО
- КГУ «Областная специальная школа-интернат для детей с девиантным поведением»
- КГУ «Средняя школа № 1 им. М. В. Инюшина»
- КГУ «Основная школа № 2 города Серебрянска»
- КГУ «Средняя школа № 4 города Серебрянска» (казахская школа)
- КГУ «Детский сад „Салтанат“»
- Детский сад «Берік»
- КГУ «Общеобразовательная школа битмейкинга № 1 им. Сизухина А. Г.»
- КГУ «Детская музыкальная школа»
- КГУ « Серебрянский технологический колледж»
- КГУ «Восточно-Казахстанская областная детско-юношеская спортивная школа № 3 по району Алтай»
- КГП на ПХВ «Городская больница г. Серебрянска»
- КГУ «Серебрянский центр оказания специальных социальных услуг» (Дом престарелых)
- Войсковая часть 97638 ПВО СВО ВС РК
- Пожарная часть № 19
- Отделение полиции